# Головкін Гаврило Іванович
Гаврило Іванович Головкін (1660, Москва — 25 липня 1734, там же) — російський державний діяч та дипломат, граф, перший канцлер Російської імперії (з 1709 року) і перший президент Колегії закордонних справ, перший кабінет-міністр.  

## Біографія
Походив з старовинного дворянського роду. Син боярина Івана Головкіна, який був двоюрідним братом по матері цариці Наталії Наришкіної, матері Петра I. 
З 1677 року — стольник при царевичі Петрі Олексійовичу. Під час Стрілецького бунту 1682 року особисто вивіз Петра з охопленої заколотом Москви до Троїцького монастиря, чим заслужив довіру молодого царя. З 1689 року — начальник Царської майстерної палати. Під час «Великого посольства» 1697 року залишився в Москві, де працював у Посольському приказі. 
У 1706 — 1717 роках — начальник Посольського приказу. У 1708 році займався слідством по справі Кочубея. З 1707 року — граф Священної Римської імперії, з 1709 року — граф Російського царства (з 1721 року — Російської імперії). Із 1709 року — канцлер. Керував укладенням Ніштадтського мирного договору зі Швецією (1721). У 1721 році виступив ініціатором присвоєння Петру I титулу імператора. 
З 1717 року і до самої своєї смерті — президент Колегії закордонних справ. Після смерті Петра став членом Верховної таємної ради. У 1726 році разом з Остерманом виступив ініціатором укладання військово-політичного союзу з Австрійською імперією. У 1730 році брав активну участь у приведенні до влади імператриці Анни Іванівни, при чому спершу підписав «Кондиції» про обмеження її влади, але через ворожнечу з Долгорукими відмовився від них. 
Похований у Миколаївській церкві Висоцького монастиря в Серпухові. 

## Нагороди
Нагороджений орденами Андрія Первозванного, Святого Олександра Невського, Білого орла (Річ Посполита). 